# Pristimantis museosus
Pristimantis museosus is een kikker uit de familie Strabomantidae. De soort komt voor in Midden-Amerika en Pristimantis museosus is momenteel door de IUCN als kwetsbaar geclassificeerd.

## Wetenschappelijke beschrijving
De soort werd voor het eerst wetenschappelijk beschreven door Roberto Ibáñez-Díaz, César A. Jaramillo en Fernando A. Arosemena in 1994. Oorspronkelijk werd de wetenschappelijke naam Eleutherodactylus museosus gebruikt.

## Verspreiding
Bergbossen in Costa Rica en Panama tussen 700 en 1000 meter hoogte vormen het leefgebied van deze bronskikker. Tot 2024 werd Pristimantis museosus beschouwd als endemisch in Panama, totdat de soort voor het eerst ook in Costa Rica werd waargenomen.
Er zijn twee grote subpopulaties, één in het uiterste oosten van Costa Rica en de Provincia Bocas de Toro en één in de regio van El Copé in de oostelijke provincie Coclé. De westelijke populatie komt voor van Alto Urén in Costa Rica nabij de grens met Panama in de Cordillera de Talamanca tot het centrale deel van Panama, onder meer bij Cerro Pando in Parque Internacional La Amistad, Reserva Willi Mazú en de Río Changuiola in Bocas del Toro, Cerro Negro in Reserva Forestal La Fortuna, La Nevera en Alto de Piedra in de provincie Veraguas en bij de Río Changuinola. In het oosten komt Pristimantis museosus onder meer voor in Parque Nacional Chagres.
Verlies van leefgebied vormt de belangrijke bedreiging. Er is een fokprogramma voor Pristimantis museosus opgezet door het El Valle Amphibian Conservation Center.

## Kenmerken
Mannelijke exemplaren van Pristimantis museosus zijn kleiner dan vrouwtjes met een kop-romplengte van respectievelijk 21 tot 26 mm en 23 tot 39 mm.